# The Greater Law
Pour les articles homonymes, voir Law.
Pour plus de détails, voir Fiche technique et Distribution.
The Greater Law (littéralement, La Plus Grande loi ) est un film muet américain réalisé par Lynn Reynolds, sorti en 1917.

## Fiche technique
- Titre : The Greater Law
- Réalisation : Lynn Reynolds
- Scénario : Lynn Reynolds d'après l'œuvre de Charles J. Wilson The Law of the Klondyke
- Photographie : Clyde Cook (en)
- Producteur : Lynn Reynolds
- Société de production :  Universal Film Manufacturing Company
- Société de distribution :  Universal Film Manufacturing Company
- Pays d'origine :  États-Unis
- Langue : film muet avec les intertitres en anglais
- Métrage : 1 500 m (5 bobines)
- Format : Noir et blanc — 35 mm — 1,33:1 — Muet
- Genre : Film dramatique
- Durée : 50 minutes
- Dates de sortie : 
  -  États-Unis : 28 mai 1917

## Distribution
- Myrtle Gonzalez : Barbara Henderson
- Gretchen Lederer : 'Seattle' Lou
- Maude Emory : Anne Malone
- G.M. Rickerts : Jimmy Henderson
- Lawrence Peyton (en) : Cort Dorian
- George Hernandez : Tully Winkle
- Jack Curtis : Laberge
- Jean Hersholt : Basil Pelly